# Saint-Vougay
Saint-Vougay (en bretó Sant Nouga) és un municipi francès, situat a la regió de Bretanya, al departament de Finisterre. L'any 2006 tenia 895 habitants.

## Demografia
| 1962                                       | 1968 | 1975 | 1982 | 1990 | 1999 |
| ------------------------------------------ | ---- | ---- | ---- | ---- | ---- |
| 911                                        | 859  | 843  | 812  | 801  | 800  |
| Des de 1962: població sense dobles comptes |      |      |      |      |      |

## Administració
| Període | Identitat           | Partit |
| ------- | ------------------- | ------ |
| 2001-   | Marie-Claire Henaff |        |